# Јованка Николић
Јованка Николић (Нови Сад, 16. децембар 1952 — Нови Сад, 8. јануар 2017) била је српска ауторка прозе, поезије и поезије за децу.

## Биографија
Дипломирала је на Вишој педагошкој школи (физичко васпитање) на Универзитету у Новом Саду и Факултету драмских уметности у Београду (организација сценских и културно-уметничких делатности).
Била запослена у установама које су се бавиле организацијом спорта. Дуже време бавила се спортском кореографијом за свечаности посвећене великим спортским и друштвеним догађајима.
Писала је поезију, прозу и књиге за децу. У њеној прози којој је највише посвећена, како каже В. Гвозден, „Предмети дате реалности се разарају да би се створила самостална слика обележена проблемом идентитета, заљубљености и самозаљубљености, немоћи, усамљености, привржености – категорија које су подложне, на овај начин посматране, бројним искривљавањима и иронијским обртима.“
Јованка Николић живела је и радила у Новом Саду.

## Дела
- Јованка Николић до сада је објавила следеће књиге:
- „Лепет“ (песме), Матица српска, Нови Сад 1980;
- „О разним стварима“ (песме за децу), Драганић, Београд 1999;
- „Мену” (кратке приче), КОВ, Вршац 1985;
- „Од предвечерја до праскозорја“ (кратке приче), КОВ, Вршац 1994;
- „Извесни периоди у сто фрагмената“ (роман), РАД, Београд 1997;
- „Тако сам те волео“ (књига прозе) Драганић, Београд 1999;
- „Приче из старине“ (роман), Светови, Нови Сад 2006. године[2]